# I Remember Yesterday (chanson)
Singles de Donna Summer
Down Deep Inside
(1977) Love's Unkind
(1977)
I Remember Yesterday est une chanson de la chanteuse américaine Donna Summer, parue sur son album du même nom. Elle est sortie en 23 septembre 1977 en tant que troisième single de l'album. La chanson est écrite par Donna Summer, Giorgio Moroder et Pete Bellotte, ces deux derniers assurant également la production de la chanson.

## Composition et réception
La chanson mélange la musique disco avec le jazz des années 1940.
Après sa sortie en single, I Remember Yesterday rencontre le succès en Europe, atteignant la 10e place en Italie, la 14e place au Royaume-Uni et la 20e place aux Pays-Bas. Aux États-Unis, la chanson atteint la première place du classement disco du magazine Billboard.

## Liste des titres
| A. | I Remember Yesterday |  |
| B. | Spring Affair        |  |

| A. | I Remember Yesterday (Part 1) | 4:45 |
| B. | I Remember Yesterday (Part 2) | 3:02 |

## Classements hebdomadaires
| Classement (1977)                       | Meilleure position |
| --------------------------------------- | ------------------ |
| Autriche (Ö3 Austria Top 40)            | 24                 |
| Belgique (Wallonie Ultratop 50 Singles) | 15                 |
| États-Unis (Disco Action)               | 1                  |
| Italie (Musica e dischi)                | 10                 |
| Pays-Bas (Nederlandse Top 40)           | 24                 |
| Pays-Bas (Nationale Hitparade)          | 20                 |
| Royaume-Uni (UK Singles Chart)          | 51                 |